# Jezik
Jezik („język”) – chorwackie czasopismo językoznawcze, poświęcone kulturze języka chorwackiego. Ukazuje się od 1952 roku. Jest wydawane pięć razy w roku przez Chorwackie Towarzystwo Filologiczne.
Czasopismo cechuje się nastawieniem purystycznym. Corocznie przyznaje nagrodę za „najlepsze nowe chorwackie słowo” (Nagrada Dr. Ivan Šreter).
Jest najstarszym chorwackim czasopismem lingwistycznym.